# 556 (ケロロ軍曹)
556（コゴロー）は、吉崎観音作の漫画『ケロロ軍曹』およびその関連作品に登場する架空の人物。アニメ版の声優は檜山修之。

## 人物
原作第46話・アニメ第24話Aパートで初登場。ケロロと幼なじみの宇宙探偵。髪の色は黒。身長は177cm、体重は77kg。名前の由来は明智小五郎から。1982年特撮テレビドラマ宇宙刑事ギャバンのパロディ。
宇宙刑事を目指していたが宇宙刑事試験に不合格続きで、やむなく自ら宇宙探偵事務所を開設。妹のラビーと共に悪い宇宙人を追い回しているそうだが、行く先々でトラブルを起こし迷惑がられている。それでもぎりぎり合法らしく、宇宙警察も手をこまねいている。
ケロロとは幼なじみであるが、同じくケロロと幼い頃からの付き合いであるギロロは彼のことを知らなかった。なお、ケロン軍には「ケロロ小隊と直接関係はない」と認識されている。
彼は「癒着」コードを発動することにより小キック秒でヘルメットを装着し、「宇宙探偵556」に変身する。必殺技はレーザー竹刀を用いた「556オーガニック」。

## 性格
いつでも前向きだが、空気の読めないトラブルメーカー。楽しいとき悲しいときに関係なく「はーっはっはっは」と笑っており（原作初登場時のみ、出世したケロロと自分を比べて弱音を吐いていた描写がある）、表情変化が非常に少ない。そんな彼の表情変化を見抜けるのは妹のラビーのみ。よく「ドゥーッ」と大声を発してポーズを決める。また、意味不明な行動も目立つ。
ドアや窓を突き破って自室や他人の家に入るのは日常茶飯事で、土足の場合もある。
カラーボックスを利用することが好きで、豆腐やゼリー、プリンを作るときの型にしたり、机やベッドに利用したり、さらにアニメ第167話Aパートではカップラーメンの中身をそのカラーボックスで調理したりと、カラーボックス関係のエピソードは数多い。556自身はカラーボックスを愛する理由として、「シンプルなデザイン・少し派手目な色使い・どんな状況でもそれなりに役に立つこと」を挙げている。
地球暮らしを始めてからは就職活動に出るが、その人間性と奇行が災いし面接落ちが続き、ラビーのバイト収入を頼りに細々と暮らしている。怖いものは何もないが、ただ一つ妹の優しさが怖い。
また金には目がなく、わずかな金額でも心を動かされる。例として原作では1円玉を拾うのに1000円相当である3000calのエネルギーを消費する。アニメ第139話では露骨な罠にも気づかず10円玉を拾ったこともある。第164話Bパートでは反対していたラビーの結婚話にケロロの100円の祝儀で心を動かされていた。ただし大金を払う条件で何かを依頼されたときには、わずかな金額で依頼を引き受ける。たとえば、アニメ第139話では太郎の飼い猫であるアランの捜索依頼において太郎の全財産のうちの100円のみで捜索を引き受けている。また、原作第105話・アニメ第156話Bパートの花見の場所取りでは、1週間（アニメでは1ヶ月）かけて取った絶好の場所を好きな額で譲ってほしいと言われたときには1000円（アニメでは1050円）で場所を譲っている。

## 対人関係
妹のラビーのことはとても大事に思っている。冬に外で探偵業の募集をして、そのまま野宿することになった時は、自分が風邪をひくのを承知の上でジャケットをかけてあげた。
しかし、前述のように空気が読めず、まともにコミュニケーションをとることが非常に困難なため、友人のケロロを含め、他の人物からは非常に絡みづらいと思われている。日向姉弟に至っては弟の冬樹は556のことはそれほど嫌がっていないが、姉の夏美は「556には関わりたくない」と思っている。

## 能力
アニメ第204話Aパートにおいて「50×3」の答えを出したことで感心されていたことから、計算能力が低いと見られる。マークシート方式の模擬試験を受けた時は、回答欄の数字全てをグチャグチャに塗りつぶし、0点になった。また、ケロロに騙されて日向家の留守番をした際は、掃除機など家電製品の使い方も知らず、どれも暴走させて家中を滅茶苦茶にした。また、レーザー竹刀でタママインパクトを両断するなど戦闘力もケロロ小隊のメンバー並に高く、アニメ第212話Bパートでは凶悪宇宙人に身体を乗っ取られながらも自らの意思で身体の所有権を取り戻すなど、精神力も非常に強い。
身体能力の高さは明確には描写されていないが、上述の1円玉を拾った際には、特撮番組の監督にアクション演技の代役としての起用を即決させるほどの動きを見せた上、撮影中も「本物以上」と感心された。
アニメでポールから100円を渡された際には「こんな大金を」と吃驚していた。その他にもアパートの室内には長い貧困生活を送っていると思われる描写も多々ある。（例：安売りで買ったキノコを畳の下に育てていたり、ネズミの巣をそのまま放置したり天井の落書きをそのまま残しており、リフォーム代はおろか生活費も払えていないようでお金を払ったらライフラインすべて止められている）

## 556のコスプレ・変身
ロボ 556
アニメ第204話Aパートで登場。ケロロに「空腹にならない方法」として提案され、人間をロボット化する「ららら錠」によりロボット化した556。ケロロが持つリモコンにより遠隔操作されることもある。人の戦闘能力を測定する装置も付いている。指を160本持ち、この機能によって答えが160までの簡単な計算が可能になったが、それを超える数字が登場するとパニックを起こし自爆する。「トランスフォーメーション」により、体の部分をカラーボックスに変化させることも可能。空腹にはならないが、バッテリー駆動のため、切れると充電する必要がある。なおその充電方法というのが「鼻の穴に家電用のコードを接続して電源から電力を得る」というものである。
ニュー556
アニメ245話Bパートで登場。普段使用していたヘルメットに傷が付いてすっかり落ち込んでいた556をクルルが改造し、新たなヘルメットを得た姿。ヘルメットが変わった以外は姿に変化はないが、ドアを普通に通過する、10円玉には目もくれず100円玉を拾う、ゴミ捨て場からカラーボックスではなく金属のラックを拾ってくるなど、合理的な思考になり、普段の動作にも落ち着きが見られるようになった。しかし以前とすっかり変わってしまったことを悲しんだラビーの意をくみ取り、結局新しいヘルメットを捨て、元に戻った。

## その他
- 体内構造が異質であり、強い感染力を持つ悪性の菌を退治すべくケロロたちがミクロ化して入った際は、まるで宇宙空間であるかのような空間が広がっていた（アニメ139話）。
- 原作者である吉崎観音がキャラクターデザインを務めたゲームボーイカラー専用ソフト『コマンドマスター』に同名のキャラクターが登場していた。「宇宙探偵556」とは、ヘルメットのデザインが酷似している。
- 『ケロロRPG 騎士と武者と伝説の海賊』ではラビーと共に登場し、ケロカ四天王の一人として登場している。